# A Csillagok háborúja bolygói, intézményei
A Csillagok háborúja című méltán nevezetes műben, amiből nem csak filmek, de több könyv és videójáték is készült, a galaxis sokféle és különböző bolygói, és a galaxist behálózó hatalmas szervezetek szerepelnek. Ez a szócikk ezeket hivatott összegyűjteni, és rövid bemutatást írni azokról, amikről kevés információ áll rendelkezésre egy-egy önálló szócikkhez.

## Bolygók

### A

#### Aargau
Az Aargau a Zug rendszerben található, a Magvilágok régióban, nem messze a Coruscanttól és a Corellian Run-tól. A Zug csillag harmadik bolygója. Egy holdja van fővárosa New Escrow. Kivételesen gazdag bolygónak számít, egyrészt mint pénzügyi központ, másrészt a széfjeiben őrzött ritka és értékes fémek miatt.
Aargau a felfedezése után a Galaktikus Köztársaság tagja lett egészen annak bukásáig. Ezután az Új Köztársaság bástyájának számított. A bolygó közelében lévő térség többször gazdát cserélt, eközben Aargau végig megőrizte a politikától való függetlenségét. Ez azt jelentette, hogy az éppen háborúban egymás ellen harcoló felek mindegyikét szívesen fogadták, ha üzletelni akart a bolygóval.
A bolygó kormánya csak három szabályt alkalmazott, de azt szigorúan betartották:
1. Aargau természetes erőforrását (bankok) exportálni kell, de a ritka fémeket tilos exportálni engedély nélkül,
2. Látogatók nem viselhetnek fegyvert (illetve: a lakosságnak kötelező a fegyverviselés),
3. Az Aargau Bank egységének fenntartása

A szabályok bármelyikének megszegése azonnali kivégzéssel járt.
Aargau első ízben Larry Hama író Csillagok háborúja képregénysorozatában jelenik meg, amit a Marvel jelentetett meg a 48. számban. A bolygót megemlítik későbbi munkák is. A 2003-as Boba Fett: Maze of Deception című könyvben írnak róla, majd az Aargau: For All Your Banking Needs című cikk irányította rá a figyelmet, ami a „Wizards of the Coast's” weboldalán jelent meg. A bolygó pontos földrajzi pozícióját (L-10) a The Essential Atlas című kiadvány adta meg. Nevét Aargau svájci kantonról kapta, amit keletről egy Zug nevű kanton határol. A helyszín utal a svájci pénzvilágra és bankokra.
- Aargonar
- Abraxin
- Abafar
- Abregado-rae
- Agamar
- Agomar
- Ahch-To – óceánbolygó, ahol Luke Skywalker hat évig rejtőzködik; az első jedi templom helye (Csillagok háborúja VII: Az ébredő Erő)
- Akiva
- Alderaan
- Aleen
- Allanteen VI
- Alliga
- Alpheridies
- Alpinn
- Alsakan
- Alzoc III
- Ambria
- Anadeen
- Anaxes
- Ando
- Ando Prime
- Anoat
- Antar Prime
  - Antar 4

#### Ansion
Vortex és Bilbringi közelében van.(Középső Perem, Churnis szektor, I-6). Földi jellegű világ. Átmérője 9250 km Forgási ideje 22 standard óra két holdja van. A felszínenfüves síkságok, kevés hegyLakosság fajtája ansioni (72%), ember (11%), armalat (9%), egyéb (8%)
Lélekszáma 25 millió
Beszélt nyelvek	galaktikus alap, ansioni
Fő települések	Cuipernam (főváros) A vulkanikus nyílások megszokottak a bolygó felszínén. A síkságokat kevés hegy szakítja meg, ezek némelyikében élnek a gwurranok, akik hasonlóak a szintén bennszülött és domináló fajhoz, az ansioniakhoz, de azoknál kisebbek. 
A bolygón sokféle állat él. Bár a síkságokon sok fa nő, ahhoz nem elég mennyiségben, hogy lefékezzék az erős szeleket.
Ennek megfelelően az élőlények egy része a szél mozgató erejét használja helyváltoztatásra, míg mások szilárdan a talajon állnak.
Bennszülött emlősök:
- suubatar – (=szubatár) 6 méter hosszú, hatlábú, mindenevő állat, bronzszínű szőre zöldes csíkokkal tarkított. 4 szemfoga kiáll, ami félelmetes megjelenést kölcsönöz az állatnak. Luxuscélból, hátasnak tartják.
- sadain – (=szaden) hátasnak tartják (azok, akiknek nincs suubatarjuk)
- shanh – (=san) falkában vadászó, félelmetes ragadozó
- surepp – (=szurep) háziasított állatfaj, főleg a nomád alwarik tartják
- lorqual – (=lorkal) a legnagyobb élőlény az ansioni síkságokon

További élőlények:
- chawix – ördögszekérhez hasonló megjelenésű, szúrós növény. Áldozatát felnyársalja
- kyren – nagy számban élő rovarféle
- gairk – vizes helyen élő ragadozó, csapdával vadászik
- ongun-nur – hatalmas, de könnyen repülő élőlény, a szelet használja helyváltoztatásra

A bolygón kétféle értelmes faj lakik: az inkább városokban élő ansioniak és a nomád alwarik. A gwurranok kis csoportja egyszerű életvitelt folytat a szabadban.[1]

##### Történelme
Tíz évvel a Nabooi csata után az Ansion az elsők között volt, akik ki akartak lépni a Régi Köztársaságból – ennek az eseménynek messzemenő politikai következményei lettek volna. Dooku gróf és az elszakadási mozgalom vezetői számára az Ansion csak az első lett volna a kilépők sorában. Dooku jogosan azt remélte, hogy a számtalan szövetség következtében az Ansion kilépését sok bolygó követni fogja, és ez összeroppantja az akkor még törékeny Köztársaságot.
Azonban a Jedi Tanács is tudatában volt ennek, és két jedi-lovagot küldtek a bolygóra annak érdekében, hogy az Ansion a Köztársaság része maradjon.
Obi-Wan Kenobi és Luminara Unduli jedi mesterek padavanjaikkal együtt (Anakin Skywalker és Barriss Offee) meglátogatták a bolygót Y. e. 22 -ben, A klónok támadása előtti időszakban, hogy ezt a határvitát megoldják. Egyúttal sikerült egyezséget létrehozniuk a síkságok lakói és a városlakók között.
Y. e. 27 -ben a Yuuzhan Vong támadás ezt a bolygót is elfoglalta a Coruscant felé tartó hódító útja során. 
A klónok Támadása c. filmben, képregényben és könyvben megemlítik.
- Anx Minor
- Aquaris
- Aria Prime
- Arkanis
- Atollon
- Athulla
- Atzerri
- Axxila

### B
- Balmorra
- Bakura
- Barab I
- Baraboo
- Bardotta
- Bastatha
- Bastion
- Batuu
- Belderone
- Belladoon
- Bellassa
- Belsavis
- Bescane
- Bespin
- Bestine IV
- Bilbringi
- Bimmiel
- Bimmisaari
- Binquaros
- Birgis
- Birren
- Bomis Koori IV
- Bonadan
- Borleias
- Borosk
- Bothawui
- Boz Pity
- Brentaal IV
- Byss

### C
- Caamas
- Cantonica – száraz bolygó, ahol Canto Bight kaszinóváros található (Csillagok háborúja VIII: Az utolsó Jedik)
- Carida
- Cartao
- Castell
- Cato Neimoidia
- Chalacta
- Chal Hudda
- Champala
- Chandrila
- Chardaan
- Cholganna
- Chorax
- Christophsis
- Celanon
- Centares
- Csilla
- Ciutric IV
- Columex
- Commenor
- Concord Dawn
- Contruum
- Corellia
- Corulag
- Coruscant – a Galaktikus Köztársaság több ezer éves központja. Itt található a Jedi templom és a Szenátus épülete. A bolygón rengeteg élőlény lakik és dolgozik. Ellátásuk és lakhelyük biztosítása érdekében az egész bolygó egy hatalmas várossá alakult.
- Crait –  (Csillagok háborúja VIII: Az utolsó Jedik)

### D
- Dagobah
- Dantooine
- Dathomir
- Daxam IV
- Denon
- Destrillion
- Devaron
- Dolomar
- Drall
- Drongar
- Druckenwell
- Dubrillion
- Duro
- D’Qar – Leia Organa tábornok által vezetett ellenálló központ bolygója (Csillagok háborúja VII: Az ébredő Erő)

### E
- Eadu
- Endor
- Entralla
- Eriadu
- Esseles
- Ession
- Espinar
- Etti IV
- Excarga
- Exocron

### F
- Farrfin
- Falleen
- Felucia
- Florrum
- Foerost
- Fondor
- Fresia
- Froz

### G
- Galidraan
- Ganthel
- Grange
- Garel
- Garos IV
- Garqi
- Gatalenta
- Generis
- Geonosis
- Ghorman
- Glee Anselm
- Giju
- Goroth Prime
- Gorse
- Gravlex Med
- Grizmallt
- Gwori
- Gyndine

### H
- Hapes
- Harloff Minor
- Haruun Kal
- Hays Minor
- Hinari
- Honoghr
- Hosnian Prime
- Hoth
- Horuz
- Humbarine
- Hypori

### I
- Iego
- Ilum
- Iridonia
- Irudiru
- Itapi Prime
- Ithor
- Ixtlar

### J
- Jabiim
- Jaemus
- Jakku – sivatagos bolygó. Az Új Köztársaság és a Birodalom utolsó csatája után ide zuhantak le az űrhajók darabjai, így azok „temetőjévé” vált (Csillagok háborúja VII: Az ébredő Erő)
- Javin
- Jelucan
- Jomark

### K
- Kadavo
- Kalee
- Kamino
- Kashyyyk
- Kessel
- Ketaris
- Kiros
- Korrus
- Kooriva
- Korriban
- Kothlis
- Krant
- Kuat

### L
- Lah’mu – távoli bolygó fekete homokkal. Itt rejtőzik el Jyn Erso a szüleivel (Zsivány Egyes – Egy Star Wars-történet)
- Lantillies
- Lasan
- Lexrul
- Lianna
- Lira San
- Lola Sayu
- Lokori
- Lothal
- Lotho Minor

### M
- Makem Te
- Malachor V
- Malastare
- Malpaz
- Manaan
- Mandalore
  - Concordia
- Mandell
- Merj
- Metellos
- Mimban
- Mirial
- Mirrin Prime
- Mortis
- Mon Calamari
- Mustafar
- Muunilinst
- Mygeeto
- Mykapo
- Myrkr

### N
- Naboo
  - Ohma D'un
- Najedha
  - Jedha
- Nal Hutta
- Naalol
- Nakadia
- Naraka
- Nar Shaddaa
- Nazzri
- Neimoidia
- Nelvaan
- Nevarro
- Nespis VIII
- New Cov
- Nubia

### O
- Obroa-skai
- Odik II
- Onderon
  - Dxun
- Ord Canfre
- Ord Cantrell
- Ord Cestus
- Ord Ibanna
- Ord Mantell
- Ord Pardron
- Ord Trasi
- Orinda
- Ossus
- Orto Plutonia
  - Pantora

### P
- Paarin Minor
- Pakrik Minor
- Pantolomin
- Pamarthe
- Phindar
- Pillio
- Polis Massa
- Porus Vida

### Q
- Qiilura

### R
- Rakata Prime
- Raada
- Ralltiir
- Rattatak
- Raydonia
- Raxus Prime
- Raxus Secundus
- Recopia
- Reecee
- Rehemsa
- Rendili
- Rhen Var
- Rhinnal
- Ringo Vinda
- Riosa
- Rishi
- Rodia
- Rothana
- Rugosa
- Ruuria
- Ruusan
- Ryloth

### S
- Sacorria
- Saleucami
- Sanrafsix
- Samovar
- Sarapin
- Scarif – trópusi szigetekkel jellemezhető óceáni „paradicsom”. Nagy biztonsági fokozatú Birodalmi adatbázis tárhelye (Zsivány Egyes – Egy Star Wars-történet)
- Savareen
- Scipio
- Selonia
- Serenno
- Sernpidal
- Sevarcos
- Shadda-Bi-Boran
- Shawken
- Shili
- Shola
- Skako Minor
- Sibensko
- Sluis Van
- Sullust
- Sy Myrth

### T
- Taanab
- Takodana – erdővel borított bolygó. Itt van Maz Kanata kastélya. Semleges terület az Első Rend és az Ellenállás között (Csillagok háborúja VII: Az ébredő erő)
- Takobo
- Talasea
- Talfaglio
- Talus
- Tralus
- Tangrene
- Taris
- Tatuin
- Telos IV
- Tepasi
- Teth
- Teyr
- Thabeska
- Thule
- Thyferra
- Tibrin
- Tirahnn
- Togoria
- Toydaria
- Tralus
- Trandosha
  - Wasskah
- Turco Prime
- Tund
- Tython

### U
- Ukio
- Umbara
- Utapau
- Uyter

### V
- Valahari
- Vallt
- Vandelhelm
- Vanqor
- Vardos
- Vandor
- Vassek
- Vendaxa
- Velusia
- Vjun
- Vladet
- Vondarc
- Vorlag
- Vortex

### W
- Wayland
- Wistril
- Wobani – kietlen, műveletlen föld, Birodalmi büntetőkolónia helyszíne (Zsivány Egyes – Egy Star Wars-történet)
- Wroona
- Woostri
- Wynkahthu

### X
- Xagobah
- Xa Fel

### Y
- Yaga Minor
- Yag'Dhul
- Yarma
- Yar Togna
- Yavin Prime
  - Yavin 4

### Z
- Zhadalene
- Ziost
- Zygerria

## Szervezetek, intézmények, gyárak

### F
Fekete Nap
Fondor Hajógyárak

### I
Intergalaktikus Bank Klán

### K
Kereskedelmi Szövetség
Kuat Drive Yards
Kuat-Entralla Mérnöki Vállalat

### T
Techno Unió

### V
Vörös hajnal